# ابونصر
ابونصر، روستایی در دهستان ارژنگ بخش باغ صفا شهرستان سرچهان در استان فارس ایران است.

## جمعیت
بر پایه سرشماری عمومی نفوس و مسکن در سال ۱۳۹۵، جمعیت این روستا برابر با ۱۴۱ نفر (۴۵ خانوار) بوده است.